# Structure névrotique
En psychopathologie, selon les théories structuralistes, la structure névrotique est un mode d'organisation de la psyché, dont la problématique fondamentale est celle de la culpabilité, liée à des conflits entre désirs et interdits.

## Définition

### Structure psychique
Selon Jean Bergeret, dans sa théorie structuraliste, il n'existe que deux structures psychiques stables : la structure névrotique et la structure psychotique. La troisième structure, "état-limite", étant plus instable (astructuration). C'est l'analyse psychopathologique (démarche clinique) qui permet de déterminer la structure psychique du sujet.

### Formes de décompensation
Il convient de distinguer les modalités de fonctionnement de la psyché (structure) et les formes de décompensation. Le sujet peut fonctionner sur un mode névrotique (structure névrotique) sans présenter de pathologie névrotique. Tant qu'il n'est pas confronté à un événement (plus ou moins traumatisant) débordant ses capacités d'élaboration, liées à ses modalités de défense, le sujet ne « décompense » pas.

## Organisation névrotique

### Angoisse
Dans une structure névrotique, la rencontre avec Autrui peut être source de conflits internes intenses, en raison d'impulsions érotiques ou agressives se heurtant à des interdits intériorisés. Le mode d'organisation de la psyché est vectorisé par le complexe d'Œdipe. L'angoisse est essentiellement une angoisse de castration et de culpabilité.

### Mode de relation aux objets
Le sujet ayant une structure névrotique a un mode de relation aux objets intersubjectif ou érotisé. La relation à l'objet est totale et signe une reconnaissance suffisante de son altérité. Autrui est considéré comme un sujet bien différencié.

### Mécanismes de défenses sous-jacents
Les modalités défensives sont hiérarchisées par le refoulement et ses effets. Le sujet écarte de son psychisme conscient un fragment psychique heurtant un interdit : un fantasme agressif ou érotique est repoussé dans l'inconscient, mais il n'est pas dénié. Il n'y a pas de cassure au sein de la psyché, ce qui a été refoulé est conservé dans l’inconscient et pourra ressurgir dans les rêves ou à travers la symptomatologie par exemple. Les symptômes névrotiques « parlent », mais sur une autre scène et via un travail de symbolisation et de déplacement qui ne peut pas être élaboré par le Moi conscient. Le refoulement est un mécanisme de défense élaboré, qui autorise les conflits intériorisés entre les désirs et les interdits.